# Tempio di Quirino
Il tempio di Quirino era un tempio di Roma, situato sul colle Quirinale. 

## Storia
Fu edificato dal console Lucio Papirio Cursore nel 290 a.C., forse su un altare più antico dedicato al dio Quirino dalle tribù sabine che in epoca arcaica avrebbero abitato il Quirinale (dando anche il nome al colle stesso).

## Descrizione
Del tempio arcaico resta un'attestazione iconografica in un rilievo al Museo delle Terme, dove è raffigurato come un edificio tuscanico, con frontone decorato con la scena di Romolo e Remo che traggono gli auspici per la fondazione di Roma. Nel 16 a.C. venne restaurato da Augusto ed inaugurato il 29 giugno, che lo trasformò in un tempio dorico diptero ottastilo, con una peristasi di settantasei colonne doriche: così lo descrive Vitruvio. Circondava il tempio un grande portico.
Si racconta che nel tempio venne posta una statua di Cesare nel 45 a.C. con la scritta «al dio invincibile».

## Localizzazione
La localizzazione esatta del tempio doveva essere all'incrocio tra le attuali via del Quirnale e via delle Quattro Fontane, sul lato verso piazza Barberini, dove si trovava anche il Capitolium Vetus.